# Laguna la Colorada
A  Lagoa Colorada  é um lago localizado na Guatemala. Localiza-se no departamento de El Petén e município de Flores.